# Алгаскіно
Алга́скіно (рос. Алгаскино, марій. Алгасер) — присілок у складі Гірськомарійського району Марій Ел, Росія. Входить до складу Мікряковського сільського поселення.

## Населення
Населення — 26 осіб (2010; 27 у 2002).
Національний склад (станом на 2002 рік):
- гірські марійці — 96 %